# Premier Sport 3
Premier Sport 1 je český sportovní televizní kanál specializující se na tenisové zápasy. Kanál vysílál v nabídce IPTV operátora O2 TV, ve které je dostupný ve vysokém rozlišení. Nyni na platformě Oneplay v tarifech Extra sport a Maximum. Vysílání začíná v 9:00 a je ukončeno Sportovním infoservisem ve tři hodinu ráno. Provozovatelem kanálu je společnost O2 TV s.r.o..

## Historie
Zástupci O2 TV a Eurosportu oznámili 22. srpna 2016 podepsání smlouvy o sublicenci na Australian Open 2017 přinášející extra stopáž zaměřenou na české tenisové hráče. Přímé přenosy Australian Open od prvního kola až po finále byly odvysílány v lednu 2017. 
Na konci roku 2016 provozovatel vybudoval novou maskérnu, zasedací místnost a další prostory pro sportovní komentátory. 
Na frekvencích po bývalém sportovním kanálu O2 Sport8, který vysílal nepravidelně, bylo v pondělí 2. ledna 2017 ve 4 hodiny ráno spuštěno pravidelné vysílání tenisového kanálu O2 TV Tenis. Prvním přenosem byl turnaj WTA Tour z šenčenského Shenzhen Open 2017 a australského Brisbane International 2017. Provozovatel se k srpnu 2017 nerozhodl, zda stanice zůstane v základní nabídce také v roce 2018. Původně se plánovalo bezplatné vysílání do 30. června 2017. Díky technologii IPTV/OTT má možnost zjistit sledovanost nového kanálu a rozhodnout, zda se vyplatí přesun do vyššího placeného balíčku, či nikoliv.
Grafiku a logo stanice vyrobila společnost Department. Ta vsadila na přímočaré tvary a barevné rozlišení jednotlivých sportovních kanálů.
Podle výkonného ředitele Marka Kindernaye a průzkumů je tenis hned po fotbalu a hokeji nejsledovanějším sportem v Česku, proto plán provozovatele pro rok 2017 byl odvysílat 3000 hodin přímých přenosů, 2000 zápasů, 47 turnajů ženského okruhu WTA Tour, 14 turnajů mužského ATP World Tour a od 16. ledna 2017 Grand Slam Australian Open 2017. Prostřednictvím takzvané multidimenze mohl divák sledovat až 4 zápasy v přímém přenosu souběžně. Kanálu O2 TV Tenis se podařilo získat práva na události WTA do konce roku 2019, dále práva na J&T Banka Prague Open, Turnaj mistryň v Singapuru a WTA magazín. Sublicence od Eurosportu umožnila odvysílat výhradně zápasy českých sportovců.
Od 1. ledna 2024 nahradil kanál O2TV Tenis Premier Sport 3. Exkluzivitu na vysílání turnajů ženského okruhu WTA Tour získala pro období 2024–2028 v Česku a na Slovensku Canal+ Group, s přenosy na programu Canal+.

## Program

### Tenis
- ATP Tour
- Turnaj mistrů

## Televizní pořady
- Sportovní infoservis
- ATP magazín

## Komentátoři
- Aleš Svoboda
- Jan Homolka
- Jiří Baumruk
- Libor Basík
- Milan Štěrba
- Vojtěch Bidrman

## Dostupnost

### IPTV
Televizní kanál O2 TV Tenis je dostupný pouze v IPTV síti O2 TV.